# Clubul Sportiv Otopeni
Maillots
Le CS Otopeni est un club roumain de football basé à Otopeni, près de l'aéroport international Henri-Coandă de Bucarest.

## Historique
- 2001 : fondation du club

## Palmarès
- Championnat de Roumanie de D2
  - Vice-champion : 2008
- Championnat de Roumanie de D3
  - Champion : 2004